# Batalla de Cagancha
La Batalla de Cagancha tuvo lugar el 29 de diciembre de 1839, en el departamento de San José, Uruguay. Fue parte de la llamada Guerra Grande.

## Primera batalla
Juan Manuel de Rosas, gobernador de la Provincia de Buenos Aires, ordenó al general Pascual Echagüe invadir el Estado Oriental del Uruguay con el propósito de apoyar al expresidente uruguayo Manuel Oribe, acompañado por Juan Antonio Lavalleja.
El general Fructuoso Rivera (que inicialmente tenía apenas dos mil hombres) lo esperó en el norte del país y, por medio de una retirada lenta, lo fue alejando de sus bases, mientras Rivera iba recibiendo nuevos refuerzos. Tras un par de combates menores, el 29 de diciembre de 1839, Rivera cruzó el Río Santa Lucía y en las cercanías del arroyo Cagancha enfrentó con 3000 hombres —incluidos muchos oficiales y soldados unitarios argentinos— a los 6000 rosistas y blancos que comandaba Echagüe. Sin embargo, Rivera disponía de superior artillería.
Rivera organizó a su ejército disponiendo cerca de 800 hombres en la vanguardia al mando del general Anacleto Medina; 600 en el ala izquierda del coronel Ángel Núñez; en el centro estaba la infantería y la artillería, unos 700 al mando del general Enrique Martínez; en el ala derecha 500 dirigidos por el coronel Fortunato Silva y 400 de reserva al mando del general Félix Aguiar. El de Echagüe, estimado en 7500 hombres, se ordenaban en la vanguardia y el ala derecha a 4.000 soldados al mando de los generales Justo José de Urquiza y Juan Antonio Lavalleja respectivamente; en el centro los infantes y artilleros, apenas 500 comandados por el general Eugenio Garzón y 3000 en el flanco izquierdo al mando del general Servando Gómez. Las tropas coloradas incluían 400 legionarios franceses y 800 guardias nacionales orientales y españoles.
La batalla empezó bastante bien para Echagüe, sus alas de caballería derrotaron y persiguieron a las de Rivera, sin embargo, esta indisciplina provocó su dispersión lo que le impidió aprovechar su éxito. En el centro la infantería federal fue repelida por la colorada que estaba atrincherada. Finalmente Rivera ordenó a su reserva atacar al centro enemigo. Echagüe, que no había dispuesto reserva para apoyar a sus alas en su intento de flanqueo tuvo que ordenar la retirada y volver a Entre Ríos con los hombres que consiguió reunir. 

### Homenaje
La Plaza de Cagancha  es una importante plaza céntrica en la ciudad de Montevideo en Uruguay que lleva su nombre en recuerdo de esta batalla.

## Segunda batalla
En diciembre de 1857 varios grupos de colorados que habían formado el Partido Conservador se rebelaron en distintos puntos de la campaña uruguaya contra el gobierno constitucional de Gabriel Antonio Pereira. El 6 de enero del año siguiente César Díaz desembarcó en Montevideo procedente de Buenos Aires e intentó copar la ciudad. El ejército de Díaz fue perseguido de cerca por las fuerzas gubernativas al mando del general Anacleto Medina. El 16 de enero Díaz fue alcanzado en Cagancha por el coronel Lucas Moreno. La batalla no tuvo un claro vencedor. El 28 de enero Medina lo alcanzó a Díaz al llegar al Paso de Quinteros, sobre el río Negro, donde fue obligado a rendirse. 